# Église Saint-Nicolas de Morgny-en-Thiérache
L'église Saint-Nicolas est une église située à Morgny-en-Thiérache, en France.

## Description
Cette église est bâtie essentiellement en pierre calcaire blanche pour la partie basse et en brique pour la partie supérieure.
Une pierre calcaire est insérée dans la construction en brique sous le clocher central et porte la date de 1755 : Elle prouve que le chœur, surélevé par rapport à le nef, a été édifié à cette date pour créer la salle de refuge à l'étage.

Le portail gothique datant du XVe siècle est surmonté d'un vaste oculus obturé par des briques probablement à l'époque de la fortification.
La façade est flanquée de deux échauguettes en brique supportées par deux supports de pierre.

## Localisation
L'église est située sur la commune de Morgny-en-Thiérache, dans le département de l'Aisne.

## Historique
Avant la Révolution, le patronage (possibilité de présenter à l'évêque, pour qu'il l'ordonne, le desservant d'une église) de la cure de Saint-Nicolas de Morgny, appartenait au chapitre de Saint-Laurent de Rozoy qui dîmait, à Morgny, pour 5/9. Les autres décimateurs étaient le curé et l'Hôtel-Dieu de Rozoy. Tous les biens de l'église furent vendus comme biens nationaux à la Révolution.
Le monument est inscrit au titre des monuments historiques en 1989.

### Galerie

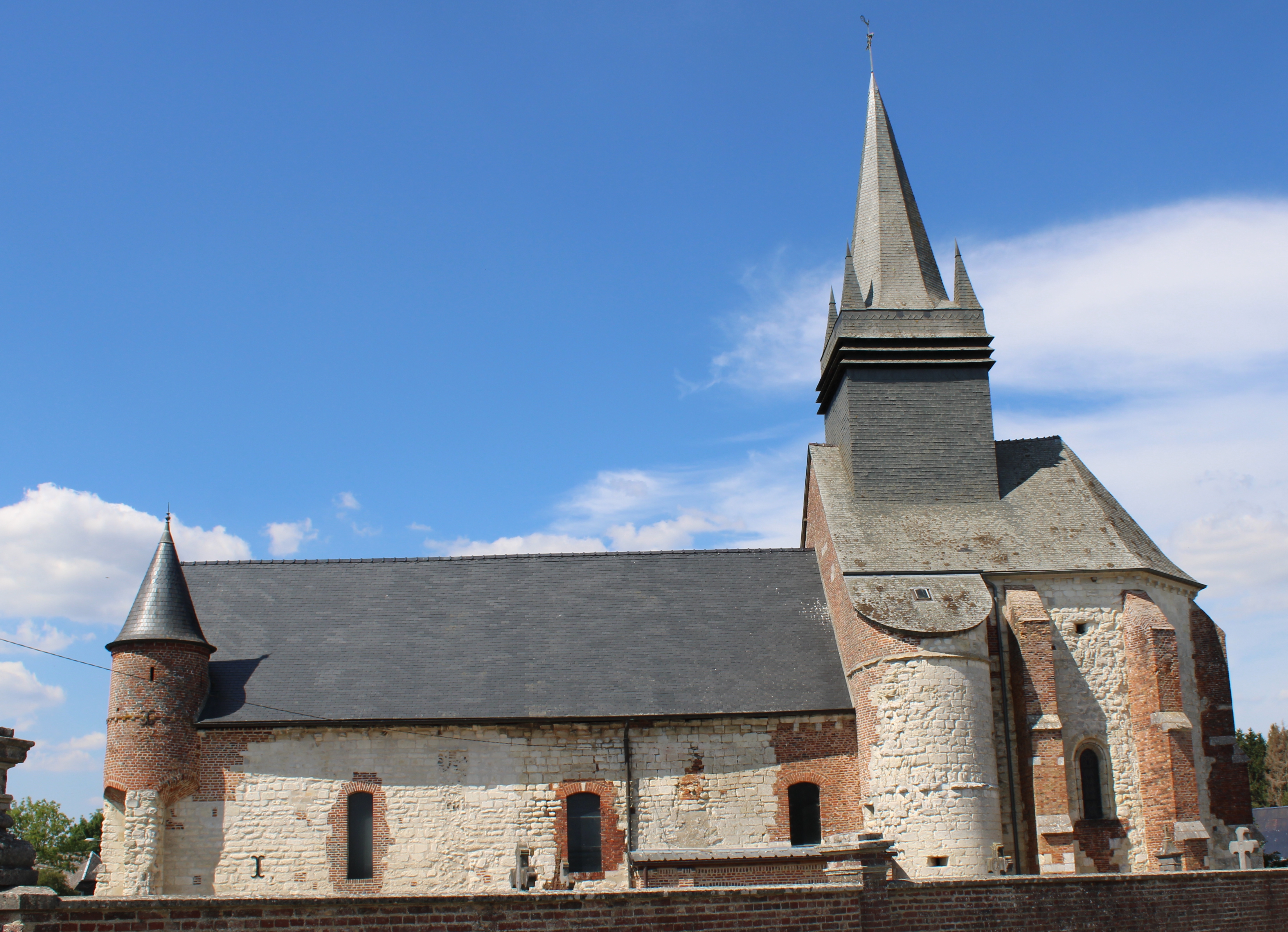
Vue latérale de l'église côté sud : une salle de refuge a été créée au-dessus du chœur qui est beaucoup plus haut que la nef.
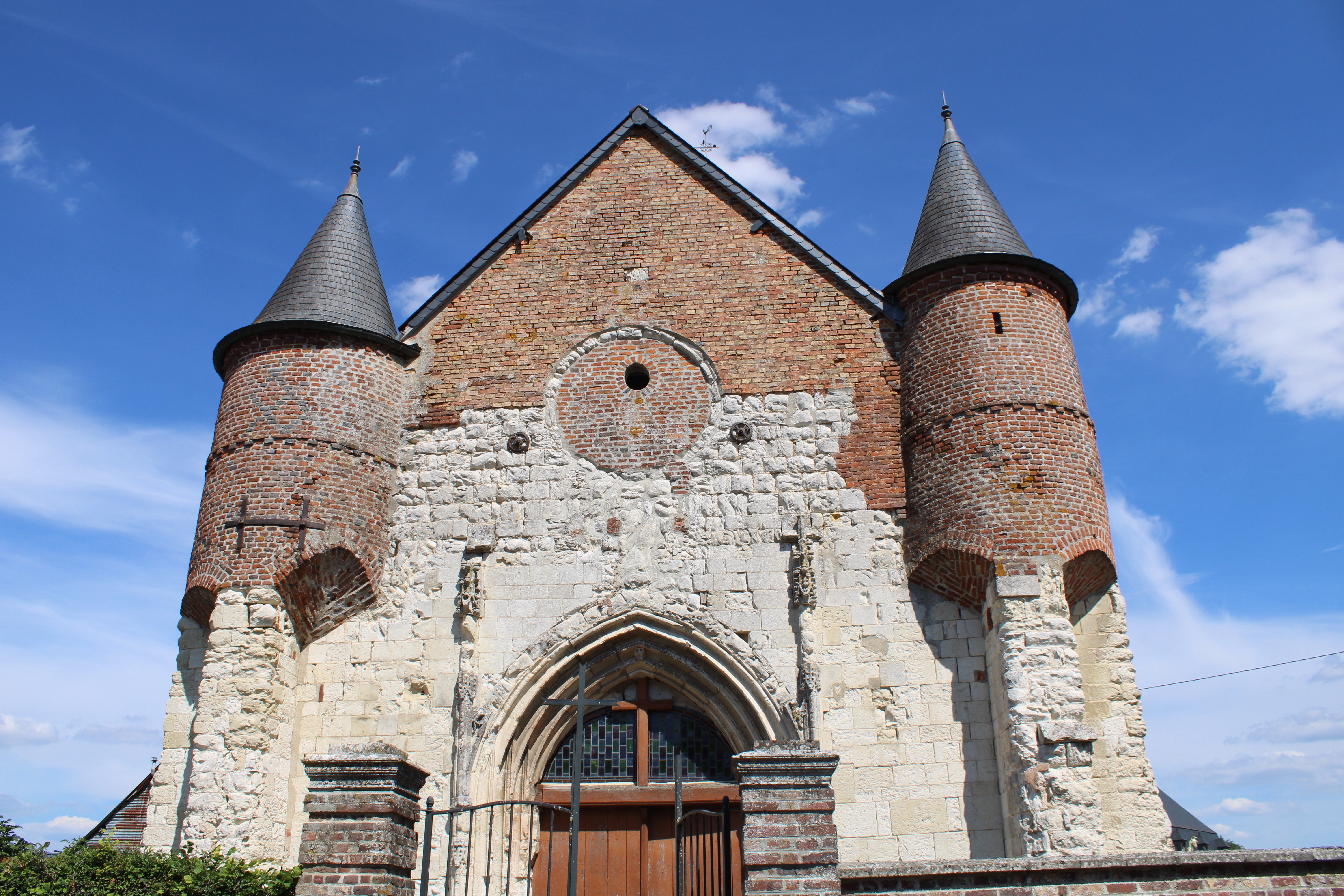
Deux échauguettes en brique supportées par des contreforts en pierre calcaire et percées de meurtrières protègent l'entrée de l'église.
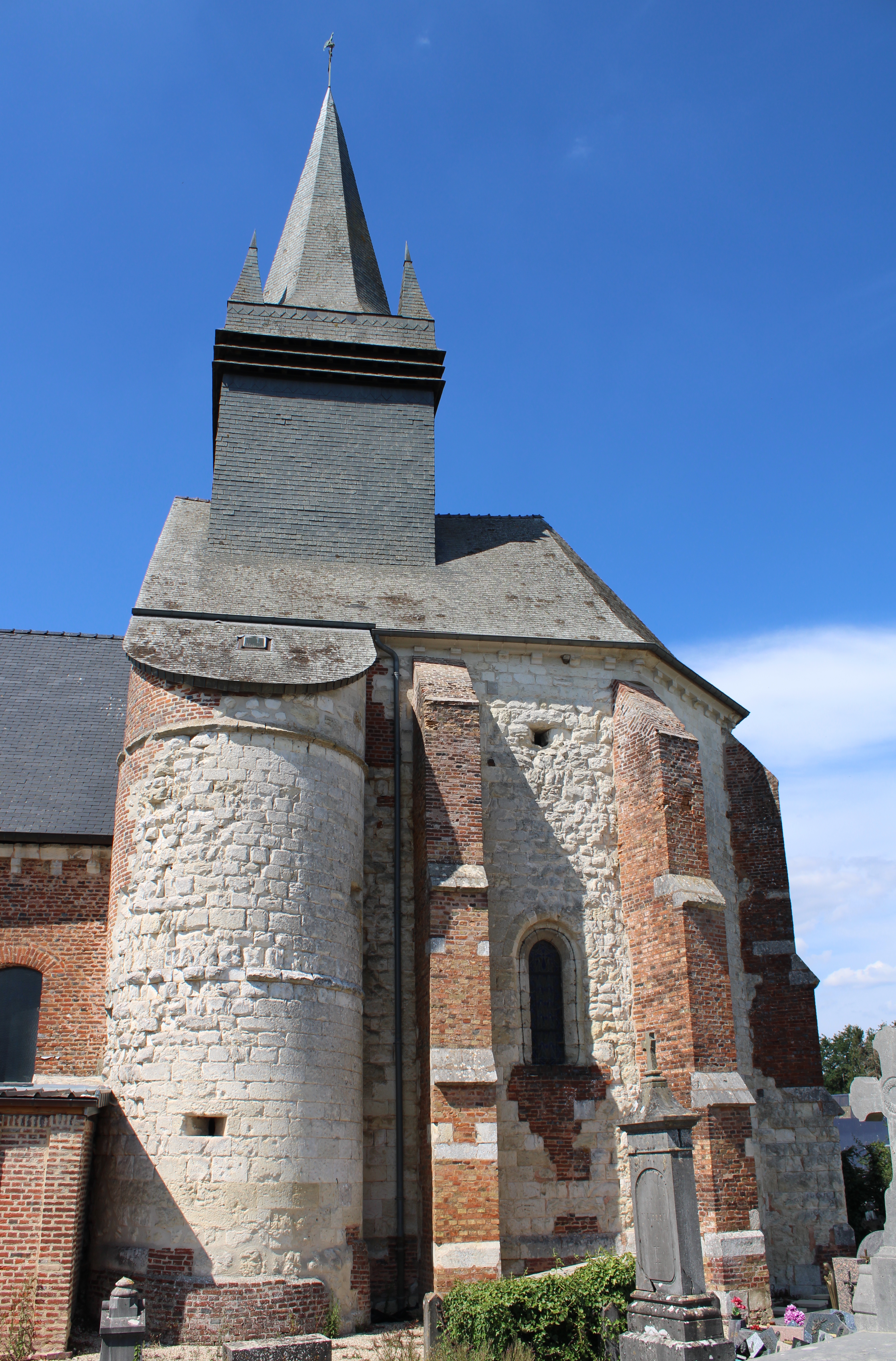
Le chœur est flanqué de deux tours en pierre tronquées.
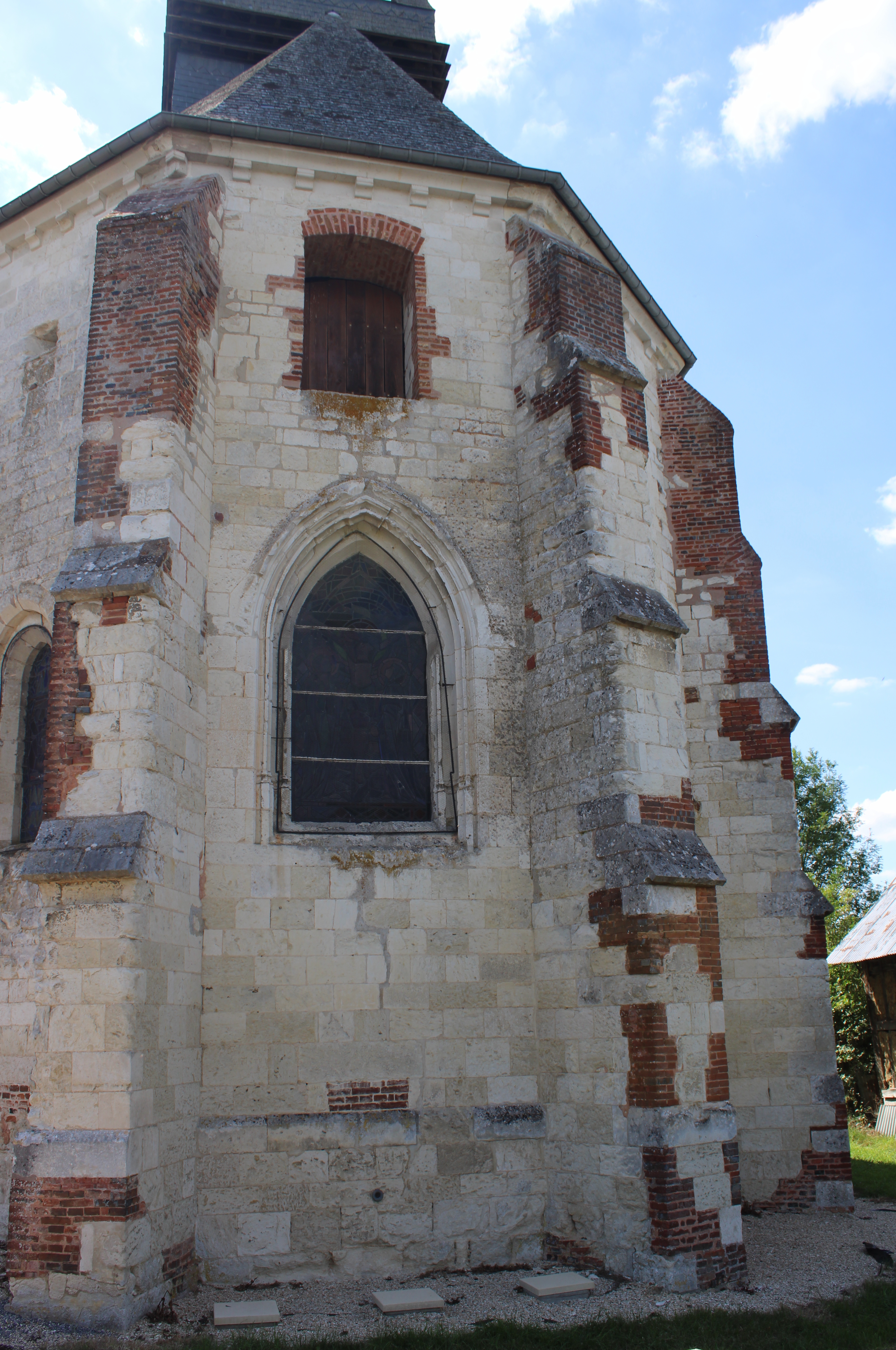
Le chevet de l'église, soutenu par six contreforts, est surmonté d'une salle de refuge.
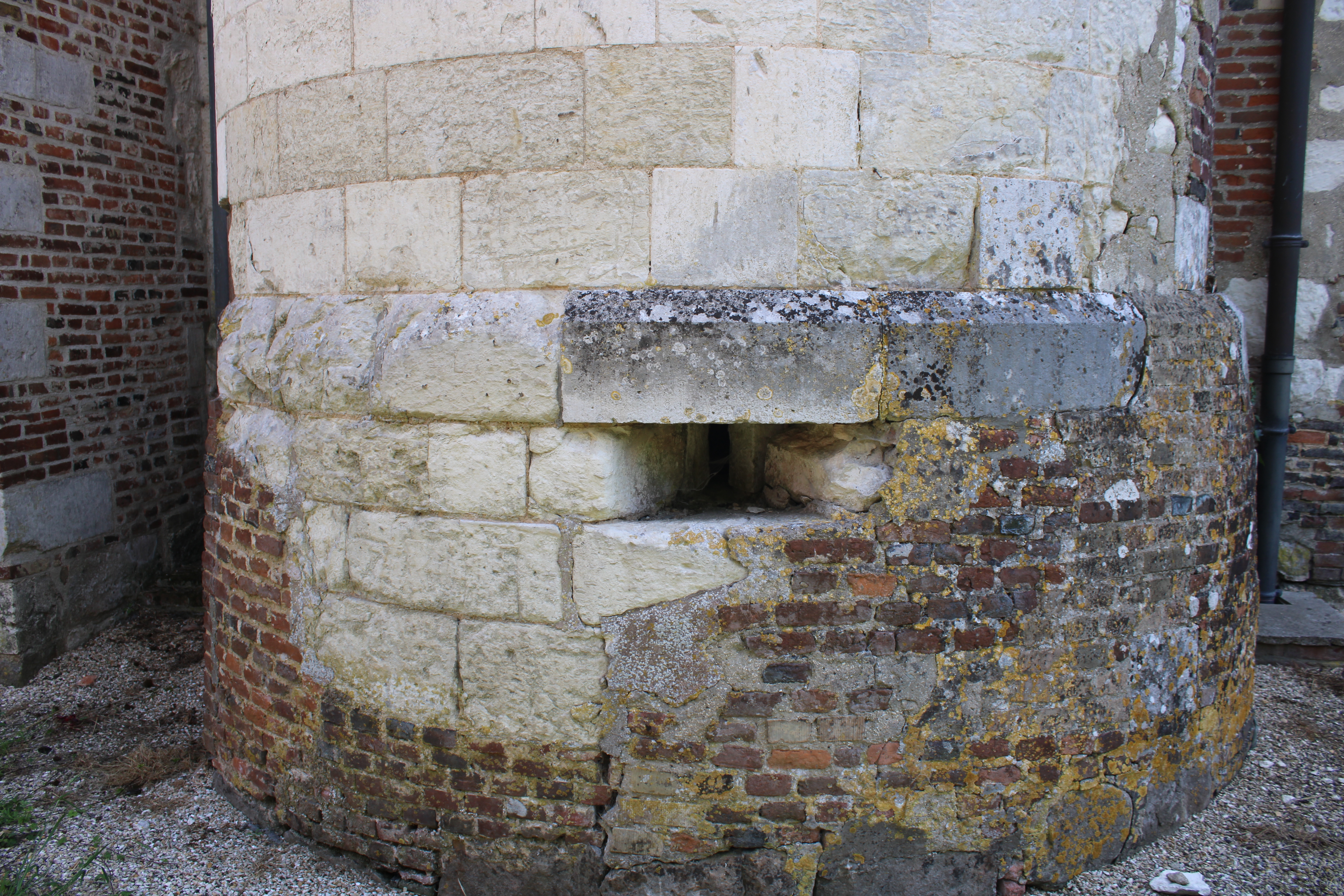
Meurtrière à hauteur d'homme au bas d'une tour.
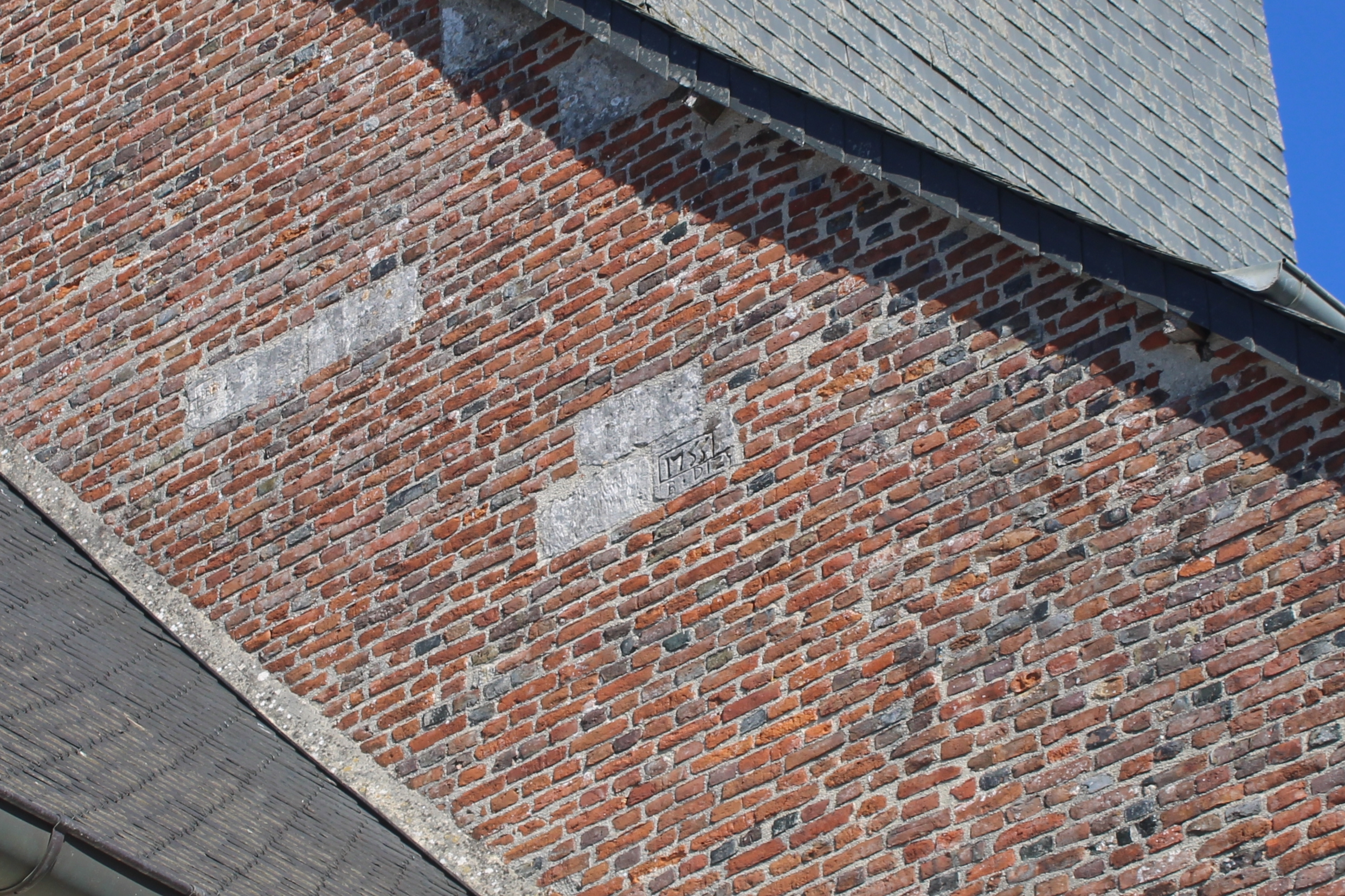
Pierre portant la date de 1755.